# Oligoklas
Oligoklas är ett fältspatmineral och plagioklas som har en sammansättning mellan ändleden albit NaAlSi3O8 och anortit CaAl2Si2O8. Molandelen anortit är 10–30 % det vill säga att kvoten Ca/(Na+Ca) är 0,1–0,3. Det är ett bergartsbildande mineral. Oligoklas betraktas av International Mineralogical Association numera inte som ett självständigt mineral utan som en varietet  av albit.

## Etymologi och historia
Namnet oligoklas gavs av August Breithaupt 1826 från det grekiska oligos, lite, och clasein, att bryta, eftersom mineralet ansågs ha en mindre perfekt spaltning än albit. Mineralet beskrevs första gången i prov från Danvikstull i Stockholm. Det hade redovisats som en distinkt art av Jacob Berzelius 1824, och namngavs då av honom som soda-spodumen, på grund av dess likhet i utseende med spodumen.

## Egenskaper
Oligoklas är en natrium-kalciumfältspat som kristalliserar i det triklina systemet. Den har Mohs hårdhet 6 till 6½ och specifika vikten är 2,63–2,66.  Brytningsindex är: nα=1,533–1,545, nβ=1,537–1,548, nγ=1,542–1,552. Till färgen är den oftast vit, med nyanser av grått, grönt eller rött.

## Förekomst och användning
Perfekt färglöst och transparent material finns i Bakersville, North Carolina, och har emellanåt blivit slipat som ädelsten. En annan sort, oftare använt som en ädelsten, är aventurinfältspat eller solsten som finns som rödaktiga spaltmassor i gnejs på Tvedestrand i södra Norge. Denna har ett lysande rött till gyllene metallglitter, på grund av närvaron av många små fjäll av hematit orienterade inom fältspatstrukturen.
Oligoklas påträffas ofta tillsammans med ortoklas, som en beståndsdel i plutoniska magmatiska bergarter såsom granit, syenit och diorit. Den förekommer i porfyr och diabasgångar  samt i de vulkaniska  bergarterna andesit och trakyt.  Den förekommer också i gnejs. De bäst utvecklade och största kristallerna är de som finns med ortoklas, kvarts, epidot och kalcit i ådror i granit vid Arendal i Norge. Kristaller av oligoklas förekommer i Sverige vid Ytterby i Uppland och Malsjö kalkbrott i Värmland.